# Слохы-Аннопольске
Слохы-Аннопольске (пол. Słochy Annopolskie) — деревня в Семятыченском повете Подляского воеводства Польши. Входит в состав гмины Семятыче. По данным переписи 2011 года, в деревне проживало 324 человека.

## География
Деревня расположена на северо-востоке Польши, к северу от реки Западный Буг, на расстоянии приблизительно 4 километров к юго-западу от города Семятыче, административного центра повета. Абсолютная высота — 119 метров над уровнем моря. Через Слохы-Аннопольске проходит национальная автодорога 62.

## История
Согласно «Указателю населенным местностям Гродненской губернии, с относящимися к ним необходимыми сведениями», в 1905 году в деревне Слохи-Великие проживало 432 человека. В административном отношении деревня входила в состав Семятичской волости Бельского уезда (4-го стана).
23 июня 1941 года деревня была сожжена гитлеровцами, при этом было убито 62 человека.
В период с 1975 по 1998 годы населённый пункт являлся частью Белостокского воеводства.